# Hoji-ya-Henda (município)
Hoji-ya-Henda é uma cidade e município angolano que se localiza na província de Luanda.
Anteriormente um distrito urbano e comuna do município de Cazenga, em 5 de setembro de 2024 foi elevada a condição de cidade e município da província de Luanda. Seu território agregou também o distrito urbano de Angola Quiluanje, anteriormente parte do município de Luanda.
O município é constituído apenas pela comuna-sede.
Homenageia a Hoji-ya-Henda, comandante militar considerado herói nacional e patrono da juventude angolana.
Ao mesmo tempo em que é um município, Hoji-ya-Henda forma parte da área da cidade Luanda, a capital nacional; assim, Hoji-ya-Henda é parte da cidade de Luanda.